# Bezirksamt Hoffenheim
Das Bezirksamt Hoffenheim war ein Amt im Großherzogtum Baden und bestand von 1841 bis 1848.

## Geschichte
Im Jahr 1841 wurde der Amtsbezirk Sinsheim in zwei Teile aufgeteilt: Das standesherrliche Bezirksamt Sinsheim und das Bezirksamt Hoffenheim. Zu diesem Amt gehörten folgende Orte: Adersbach, Bockschaft, Daisbach, Dühren, Ehrstädt, Eschelbronn, Grombach, Hoffenheim, Neidenstein, Rohrbach, Waldangelloch, Weiler und Zuzenhausen.
Das Bezirksamt Hoffenheim gehörte zum Unterrheinkreis mit Sitz in Mannheim.
Zum 31. Dezember 1848 wurde das Bezirksamt Hoffenheim aufgelöst und seine Orte wurden in das Bezirksamt Sinsheim inkorporiert.